# گوردخمه و گورستان قلعه‌گاه
گور دخمه و گورستان قلعه‌گاه مربوط به دورهٔ اشکانیان است و در شهرستان سقز، بخش مرکزی، روستای بوبکتان واقع شده‌است. این اثر در تاریخ ۲۷ مرداد ۱۳۸۲ با شمارهٔ ثبت ۹۶۴۳ به‌عنوان یکی از آثار ملی ایران به ثبت رسیده‌است.